# Georg Papst
Georg Friedrich Papst (* 2. August 1935 in St. Georgen; † 10. März 2012 in Innsbruck) war ein deutscher Elektroingenieur und Unternehmer.

## Werdegang
Papst kam als Sohn des Elektrotechnikers und Erfinders Hermann Papst (1902–1981) zur Welt. Er schloss 1958 ein Studium der Elektrotechnik in Karlsruhe als Diplom-Ingenieur (FH) ab und war im Anschluss im väterlichen Unternehmen, der Papst Motoren GmbH in St. Georgen im Schwarzwald, als geschäftsführender Gesellschafter für den technischen Bereich des Unternehmens zuständig. Nach dem Tod seines Vaters übernahm er gemeinsam mit seinem Bruder Günther die Leitung der Firma, war allerdings auf Druck der Banken gezwungen, das Unternehmen 1992 an die Elektrobau Mulfingen GmbH & Co. KG zu verkaufen.
1993 gründete er in Spaichingen die Papst Licensing GmbH zur Verwertung der Patente für die Papst-Motoren. Daraus entstand ein weltweit operierendes Patentverwertungsunternehmen, das sich auf die Verfolgung von Patentverletzungen spezialisiert hat. 2002 zog das Unternehmen nach St. Georgen im Schwarzwald.

## Ehrungen
- 2011: Verdienstkreuz am Bande der Bundesrepublik Deutschland